# 大野敏哉
大野 敏哉（おおの としや、1969年 - ）は、日本の脚本家、小説家、演出家。愛知県名古屋市出身、演劇ユニット『ニュアンサー』主宰。

## 来歴・人物
名古屋に住んでいた1996年に、東京ヴォードヴィルショーの新人作家公募に作品が入選する。佐藤B作の熱心なすすめもあり上京し、脚本家としてデビューする。テレビドラマでは『世にも奇妙な物語』（1998年）が初仕事となる。2000年には女優の辻川幸代と演劇ユニット『ニュアンサー』を立ち上げ、演出も手がけている。2011年に初のアニメーションにして『スイートプリキュア♪』のシリーズ構成に抜擢される。2012年にはシリーズ構成・脚本を担当するノイタミナ枠のアニメ『つり球』のノベライズにて小説家デビューを果たす。

## 脚本

### テレビドラマ

#### 連続ドラマ
- 明日があるさ（2001年、日本テレビ系）
- 恋するトップレディ（2002年、関西テレビ/フジテレビ系）
- 探偵家族（2002年、日本テレビ系）
- ナースマン（2002年、日本テレビ系）
- 金曜ナイトドラマ 独身3!!（2003年、テレビ朝日系）
- ギャルサー（2006年、日本テレビ系）
- ハッピィ★ボーイズ（2007年、テレビ東京系）
- 美容少年★セレブリティ（2007年、テレビ東京系）
- パズル（2008年、テレビ朝日系）
- 中学生日記（2010年、NHK）
- 結婚同窓会 〜SEASIDE LOVE〜（2012年、フジテレビTWO）
- 妄想彼女（2015年、フジテレビ）

#### 単発・スペシャル
- 世にも奇妙な物語（フジテレビ系）
  - 春の特別編『5分後の女』（1998年）
  - 秋の特別編『ダジャレ禁止令』（1998年）
  - 春の特別編『親切成金』（1999年）
  - 秋の特別編『発電課長』（2000年）
  - SMAPの特別編『オトナ受験』（2001年）
  - 春の特別編『友達登録』（2001年）
  - 春の特別編『レンタルラブ』（2003年）
  - 秋の特別編『過去からの日記』（2004年）
  - 15周年の特別編『雨の訪問者』（2006年）
  - 春の特別編『才能玉』（2007年）
  - 秋の特別編『未来ドロボウ』（2014年）
- 最後のデート（1999年、TBS系）
- ココだけの話（2001年、テレビ朝日）
  - バブル（第1回）
  - 卒業儀式（第5回）
  - 王様の耳（第9回）
- 成りあがり（2002年、フジテレビ系）
- 水曜プレミア 日本のこわい夜 エピソード1『予感』（2004年、TBS系）
- ディビジョン1 ステージ13『15歳のブルース』（2005年、フジテレビ）
- アンデュ・ドラマプロジェクト ツナガルココロ 〜3つの愛の物語〜（2007年、中京テレビ）

### テレビアニメ
2011年
- スイートプリキュア♪（シリーズ構成）
- ドラえもん

2012年
- つり球（シリーズ構成）

2013年
- ガッチャマン クラウズ（シリーズ構成）

2014年
- まじっく快斗1412

2015年
- ガッチャマン クラウズ インサイト（シリーズ構成）
- すべてがFになる THE PERFECT INSIDER（シリーズ構成）

2017年
- 青の祓魔師 京都不浄王篇（シリーズ構成）
- DIVE!!（脚本）
- infini-T Force（シリーズ構成）
- 宝石の国（シリーズ構成）

2019年
- 約束のネバーランド（シリーズ構成）

2021年
- 約束のネバーランド season2（シリーズ構成）白井カイウと連名
- 86-エイティシックス-（シリーズ構成）
- シャドーハウス（シリーズ構成）

2022年
- シャドーハウス 2nd Season（シリーズ構成）

2023年
- 幻日のヨハネ -SUNSHINE in the MIRROR-（シリーズ構成）『ラブライブ!サンシャイン!!』の派生作品
- Lv1魔王とワンルーム勇者（シリーズ構成）
- 無職転生II ～異世界行ったら本気だす～（シリーズ構成）

2024年
- 喧嘩独学（シリーズ構成）
- 小市民シリーズ（シリーズ構成）

### 劇場アニメ
2011年
- 映画 スイートプリキュア♪ とりもどせ! 心がつなぐ奇跡のメロディ♪

### Webアニメ
2020年
- 言霊少女 the Animation -Microphone soul spinners-

### 実写映画
2006年
- シムソンズ

2007年
- エンマ
- 阿波DANCE

2010年
- 武士道シックスティーン
- 私の優しくない先輩

2014年
- 海月姫

2019年
- トラさん～僕が猫になったワケ～
- 長いお別れ

### 舞台
- 東京ヴォードヴィルショー
- ラフカット
  - ラフカット2001『ダンデライオン』（2001年）
  - ラフカット2006『わるいこと』（2006年）

## 小説

### オリジナル
- 都立桜の台高校帰宅部（泰文堂、2013年）

### ノベライズ
- つり球（メディアファクトリー、2012年）
- ガッチャマン クラウズ ノベライゼーション SUGANE NOTE 2015-2016（一迅社、2014年）
- 小説 スイートプリキュア♪（講談社キャラクター文庫、2016年）